# Przyjaciele z ulicy Sezamkowej
Przyjaciele z ulicy Sezamkowej (ang. Sesame Street Best Friends) – amerykański serial animowany.
Premiera serialu w Polsce odbyła się 21 października 2013 roku na antenie MiniMini+ w bloku Sezamkowy zakątek.

## Opis fabuły
Serial opisuje przygody czterech przyjaciół – Abby, Elma, Berta i Erniego, którzy uwielbiają spędzać czas w swoim towarzystwie i wspólnie poznawać świat oraz uczyć się nowych rzeczy.

## Wersja polska
Opracowanie wersji polskiej: na zlecenie MiniMini – Start International Polska

Reżyseria: Paweł Galia

Dialogi polskie: Piotr Radziwiłowicz

Dźwięk i montaż: Jerzy Wierciński

Kierownictwo produkcji: Anna Kuszewska

Wystąpili:
- Tomasz Bednarek – Elmo
- Beata Wyrąbkiewicz – Abby
- Janusz Wituch – Ernie
- Mieczysław Morański – Bert

oraz:
- Zuzanna Galia

i inni
Lektor: Paweł Galia